# Fiebre reumática
La fiebre reumática es una enfermedad inflamatoria, no supurativa y recurrente producida por la respuesta del sistema inmunitario de algunas personas predispuestas a los antígenos de la bacteria estreptococo del grupo A betahemolítico (Streptococcus pyogenes), a partir de las dos o tres semanas de provocar una faringoamigdalitis aguda.
La fiebre reumática es una complicación tardía que puede afectar cualquier parte del organismo, siendo el principal órgano afectado el corazón, donde puede afectar al pericardio (pericarditis), al miocardio (miocarditis) o al endocardio (endocarditis). En la fase aguda produce una pancarditis que provoca valvulopatías cardíacas en la fase crónica, también llamada enfermedad cardíaca reumática. Afecta también a la piel (eritema marginado), a las articulaciones (poliartritis migratoria), al cerebro (corea de Sydenham) y al tejido celular subcutáneo (nódulos subcutáneos). El eritema son “manchas rojas”

## Causas
El agente etiológico es el sistema inmune al desarrollar anticuerpos contra estreptococo beta hemolítico del grupo A y persistir éstos después de que la infección haya sido superada. Ocurre por factores que aún no se han aclarado, aunque por lo general se le atribuye un mecanismo autoinmune, presentándose como una inflamación difusa del tejido conjuntivo.

## Epidemiología
La fiebre reumática afecta principalmente y tiende a ser recurrente en niños de 5-15 años de edad. Es la causa más común de cardiopatías en personas entre los 5-30 años de edad en países subdesarrollados, donde también es la principal causa de muerte por enfermedades cardíacas en menores de 45 años. La fiebre reumática tiene una incidencia muy baja en los países desarrollados y relativamente alta en los países en vías de desarrollo. Alrededor del 3% de las personas con infecciones causadas por estreptococos y sin tratamiento desarrollan fiebre reumática. La desnutrición es uno de los factores que podrían incrementar el riesgo de padecer fiebre reumática.

## Patogenia
El estreptococo beta hemolítico del grupo A representa el estímulo antigénico de esta enfermedad a través de una proteína en su membrana llamada proteína M la cual se une al monocito y lo activa, cuando este monocito activado entra en el torrente sanguíneo estimula la producción de anticuerpos llamados antiestreptolisinas por los linfocitos B que intentan destruir al estreptococo invasor.
En los tejidos, el monocito se convierte en macrófago y presenta el antígeno a los linfocitos T los cuales al ser activados por este producen linfocinas que inician el proceso proinflamatorio de los tejidos circundantes.
Por lo general se ven afectadas las válvulas mitral y aórtica. El daño a la válvula tricúspide suele ser inusual y mucho más leve y, de aparecer, se asocia con previas lesiones extensas de las válvulas mitral y aórtica.

## Cuadro clínico
El cuadro clínico se presenta de 2 a 3 semanas después de haberse producido la faringoamigdalitis.
1. Astenia.
2. Adinamia.
3. Anorexia.
4. Febrícula.
5. Artritis-Artralgia.
6. Prologamiento del segmento PR.
7. Pancarditis (es cuando el ataque agudo afecta las tres capas del corazón).
  1. Pericarditis - Caracterizado por dolor pericárdico el cual es continuo y empeora con la respiración y movimientos de flexión del tronco.
  2. Miocarditis - Provoca insuficiencia cardíaca, taquicardia, disnea, hepatomegalia congestiva y cardiomegalia.
  3. Endocarditis - Afecta principalmente las válvulas cardíacas, prioritariamente: válvula mitral, aórtica, tricúspide y pulmonar.
8. Corea de Sydenham - Cursa con debilidad muscular, trastornos emocionales y fasciculaciones.
9. Nódulos de Meynet - Subcutáneos, firmes e indoloros. Dura de 1-2 semanas, se presentan en la superficie de extensión de las articulaciones.
10. Eritema marginado - Se caracteriza por manchas redondeadas, confluentes y de borde eritematoso, se presentan en el tronco.

La duración de un ataque reumático puede durar de 3 semanas a 6 meses siempre y cuando sea controlado y no exista una nueva infección estreptocócica que lo prolongue.

## Diagnóstico
Con el fin de estandarizar el diagnóstico de la fiebre reumática en 1944, el Dr. T. Duckett Jones, desarrolló una lista de criterios donde debe encajar los signos y síntomas de cada paciente y poder encontrar evidencias de una infección reciente por estreptococos. Basado en ello, la presentación en la clínica de un criterio o signo mayor con dos menores al mismo tiempo o bien de dos signos mayores por sí mismos, puede establecer, con gran probabilidad, el diagnóstico definitivo de la fiebre reumática, además de la evidencia objetiva de una previa infección post-estreptocócica. Periódicamente se han revisado estos criterios por la Asociación Americana del Corazón, en colaboración con otros grupos.

### Criterios mayores
1. Miocarditis (clínica o subclinica): inflamación del músculo cardíaco, el cual puede manifestarse como insuficiencia cardíaca con dificultad respiratoria, pericarditis acompañado con estertor crepitante o un soplo cardíaco. Detectada mediante ecocardiografía.[7]
2. Poliartritis migratoria: una migración temporal inflamatoria de grandes articulaciones, comenzando usualmente en las piernas y migrando hacia arriba. Autolimitado en aprox. 4 semanas, sin secuelas de deformidad.
3. Corea de Sydenham (baile de San Vito): una serie de movimientos rápidos característicos y sin propósito de la cara y brazos, por lo general tardía en la enfermedad. Cura sin secuelas.
4. Nódulos subcutáneos (un tipo de nódulo de Aschoff): colección de colágeno, firme e indolora, en el dorso de la muñeca, la parte de afuera del codo y el frente de las rodillas. acompañantes de carditis grave. Estos ahora ocurren muy infrecuentemente.
5. Eritema marginado: un sarpullido o erupción en la piel, indoloro, no pruriginoso, más duradero, que comienza en el tronco o brazos en la forma de una mácula y que se extiende hacia afuera formando un anillo enrojecido con un centro descolorado. Este es una reacción que nunca empieza en la cara y empeora con el calor.[8]

### Criterios menores
1. Fiebre > 38.2 °C .
2. Artralgias: dolor en articulación y músculos sin inflamación. (Este criterio no puede ir junto con el criterio mayor de Poliartritis migratoria).
3. Presencia de antecedentes faringo-amigdalares por estreptococo grupo A, sea por un cultivo positivo o una elevación serológica de antiestreptolisina O.
4. Elevación de reactantes de fase aguda o signos de infección, como VSG acelerada, incremento en la proteína C reactiva o leucocitosis.
5. Anormalidades en el electrocardiograma que sugieran un bloqueo de rama, como alargamiento del intervalo PR. (Este criterio no puede ir junto con el criterio Mayor de miocarditis).
6. Fiebre reumática previa o cardiopatía reumática inactiva (CRI). (Este criterio no puede ir junto con el criterio mayor de miocarditis).[9]

### Otros signos y síntomas
- Dolor abdominal
- Epistaxis o hemorragias nasales[1]
- Lesiones cardíacas durante un ataque agudo:

- Miocarditis (por cuerpos de Aschoff), endocarditis (lesiones valvulares) y/o pericarditis fibrosa
Para dar el diagnóstico se requiere una de las dos condiciones:
- 2 criterios mayores en el paciente
- 1 criterio mayor y 2 criterios menores

## Diagnóstico diferencial
Se realiza fundamentalmente con padecimientos que cursan con dolor e inflamación articular. 
- Artritis reumatoide
- Artritis infecciosa

## Tratamiento
Se sugiere que el individuo cumpla medidas generales, como el reposo en cama de 6-8 semanas, que por lo general es el tiempo que dura el brote reumático. Si la infección por el microorganismo aún persiste, se tienden a usar antibióticos específicos contra el estreptococo, como la Penicilina Procaínica vía intramuscular cada 24 horas por unos 10 días. En pacientes alérgicos a la penicilina se suele recomendar usar sulfametoxipiridacina a razón de 500 mg/día o bien eritromicina en dosis de 500 mg/día en caso de alergia medicamentosa a las sulfas.
Para el manejo de la fiebre, dolor y los síntomas articulares se recomiendan los salicitatos. Los corticoides se indican para los casos más graves.
Si existe la enfermedad de Corea, sedación.
Se recomienda el tratamiento profiláctico de por vida.

## Prevención
Para prevenir la recurrencia se debe erradicar la infección aguda y mantener una profilaxis con antibióticos. La American Heart Association recomienda que la profilaxis diaria o mensual continúe a largo plazo o aún, de por vida.
Se ha concluido que no existen evidencias convincentes que demuestren una relación directo entre procedimientos dentales, gastrointestinales o genitourinarios y la aparición de endocarditis. El uso profiláctico de antibióticos antes de un procedimiento odontológico solo se recomienda en pacientes con los factores de riesgo mayores, tales como quienes tengan una válvula cardíaca, hayan tenido endocarditis en el pasado o aquellos con cardiopatía congénita.
Las enfermeras escolares juegan un papel importante en la prevención de la fiebre reumática, especialmente al buscar evidencias en niños escolares con dolor de garganta causada por el estreptococo grupo A, en especial el beta-hemolítico Streptococcus pyogenes.